# Berkesd
Berkesd es un pueblo ubicado en el distrito de Pécs, en el condado de Baranya, Hungría.

## Superficie
Posee una superficie de 19,04 kilómetros cuadrados.

## Demografía
Hasta 2019 la población era de 820 habitantes, con una densidad de población de 43,07 habitantes por kilómetro cuadrado.